# Xw (digramme)
 (novembre 2016).
Si vous disposez d'ouvrages ou d'articles de référence ou si vous connaissez des sites web de qualité traitant du thème abordé ici, merci de compléter l'article en donnant les références utiles à sa vérifiabilité et en les liant à la section « Notes et références ».
Cette page contient des caractères spéciaux ou non latins. S’ils s’affichent mal (▯, ?, etc.), consultez la page d’aide Unicode.
Pour les articles homonymes, voir Xw.
Xw (minuscule xw) est un digramme de l'alphabet latin composé d'un X et d'un W.

## Linguistique
- En ayizo-gbe, le digramme "xw" représente le phonème [χʷ].
- En tlingit, il représente [ xʷ].

## Ordre alphabétique
- Dans l'alphabet ayizo-gbe, le digramme "xw" est considéré comme une lettre à part entière et est placée entre le X et le Y.

## Représentation informatique
Comme la majorité des digrammes, il n'existe aucun encodage de Xw sous un seul signe, il est toujours réalisé en accolant un X et un W.